# Cheng Kejie
Cheng Kejie (Chinois: 成克杰; novembre 1933 – 14 septembre 2000) est un membre du gouvernement chinois qui a été exécuté pour corruption.

## Biographie
Ce proche de Li Peng est un ancien gouverneur et vice-secrétaire du Parti communiste chinois de la province du Guangxi. Dans les années 1990, Cheng Kejie, gouverneur de la province, définit une double orientation. Le Guangxi devait être  « un couloir
d'accès à la mer pour le Sichuan et les autres provinces du sud-ouest, d'une part, et un lieu de passage pour le commerce frontalier avec le Vietnam, d'autre part ». Il obtient des financements gouvernementaux pour des projets d'infrastructures reliant les ports du Guangxi aux autres provinces du sud-ouest. C'est lors de son mandat à la tête du Guangxi, entre 1990 et 1997, que Cheng Kejie et sa maîtresse Li Ping ont été corrompus.
Cheng Kejie est vice-président de l'Assemblée nationale populaire chinoise.
Il a été exécuté à Pékin le 14 septembre 2000, après sa condamnation à mort du 31 juillet 2000 pour avoir reçu des pots-de-vin d'une valeur de 41 millions de yuans. Il a été exécuté à l'âge de 67 ans d'une balle dans la nuque. Sa maîtresse Li Ping a été condamnée à perpétuité le 9 août 2000.
Pour l'agence Chine nouvelle, organe du parti communiste chinois : « La dégénérescence de Cheng s'est produite principalement parce qu'il a abandonné sa foi dans le communisme, qu'il s'est laissé tenter par les femmes et l'argent et a profité à des fins personnelles du pouvoir que le Parti et le peuple lui avaient confié ». La condamnation du coupable a été retransmise en direct.